# Atrichum novae-guineae
Atrichum novae-guineae là một loài rêu trong họ Polytrichaceae. Loài này được E.B. Bartram mô tả khoa học đầu tiên năm 1961.